# Bimbobox

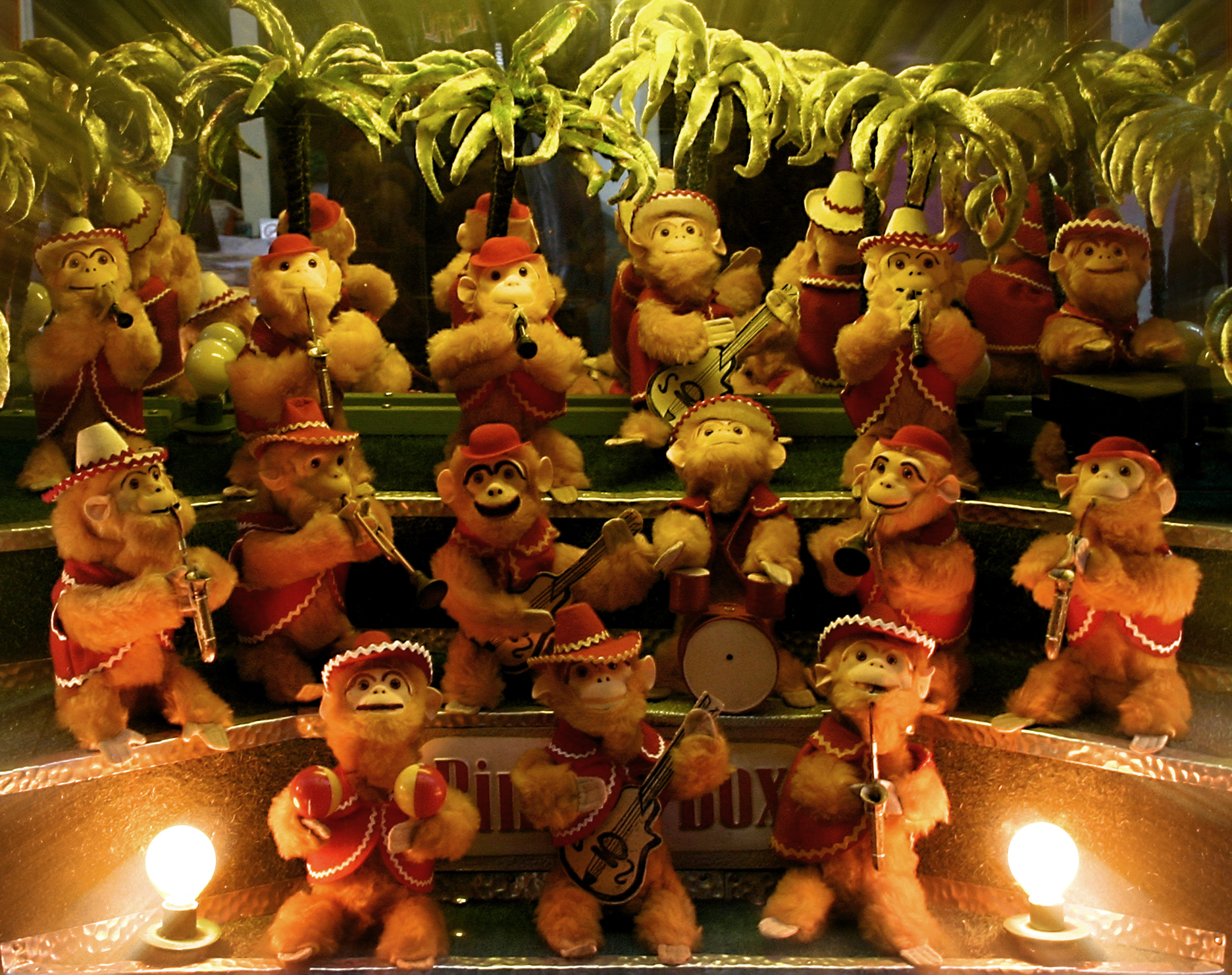
Bimbobox

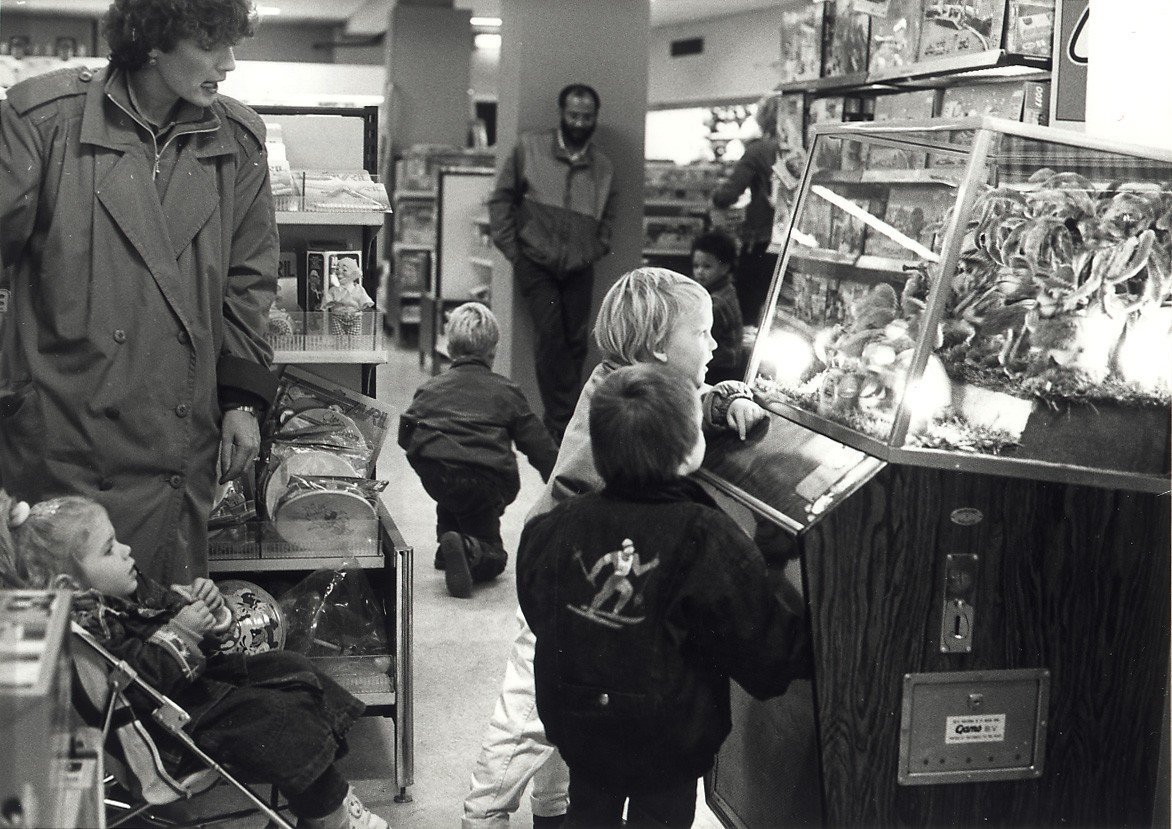
Bimbobox in de V&D in Haarlem (1987)

Een bimbobox, ook aapjeskast, aapjesorkest of aapjesmachine genoemd, is een automaat die muziek afspeelt en (apen)poppen laat 
bewegen. De poppen, die muziekinstrumenten in handen hebben, wekken de suggestie de muziek zelf te spelen.
De bimboboxen werden van 1958 tot ongeveer 1980 gebouwd in Duitsland. Ze werden vooral geplaatst in warenhuizen en pretparken. Na inworp van een muntstuk speelde de automaat een (instrumentaal) liedje. De poppen stelden meestal apen voor, gekleed in poncho's en vestjes, maar soms Disneyfiguren of zwarte mensen. De aapjes waren geplaatst in een tropisch decor met palmbomen.